# Thomas Laurence Purdom
Thomas Laurence Purdom (ur. 24 czerwca 1892 w Hawick, zm. ?) – szkocki as myśliwski okresu I wojny światowej, adwokat. Odniósł 13 zwycięstw powietrznych. Odznaczony Military Cross.

## Życiorys
Thomas Laurence Purdom urodził się w Hawick, Roxburghshire, Szkocja.
Po służbie w King's Own Scottish Borderers, w 1915 roku został skierowany do służby w Royal Flying Corps. Przejściu szkolenia z pilotażu na samolotach Martin Framan, uzyskał licencję pilota w Military School, Birminghanm, nr licencji 1873, 11 października 1915. Purdon  służył przez większość 1916 roku w No. 15 Squadron RAF, na samolotach Royal Aircraft Factory B.E.2. W 1917 roku znalazł się w wyposażonej w Bristol F.2 Fighter jednostce No. 62 Squadron RAF.
Został przydzielony do pary z obserwatorem porucznikiem Percivalem Chambersem. Razem odnieśli 12 zwycięstw powietrznych. Pierwsze podwójne zwycięstwo powietrzne odniósł 21 marca 1918 roku nad niemieckimi samolotami Albatros D.V. 26 marca odnieśli podwójne zwycięstwo powietrzne uszkadzając dwa samoloty EA. Ostatnie zwycięstwo odniósł 19 maja w okolicach Douai nad samolotem Fokker D.VII. Zwycięstwo to został odniesione wspólnie z obserwatorem sierżantem Williamem N. Holmesem.